# Heuser-Nunatak
Der Heuser-Nunatak ist ein kleiner Nunatak im ostantarktischen Viktorialand. Am südlichen Ende der Emlen Peaks in den Usarp Mountains ragt er 5 km südlich des Mount Phelan auf.
Der United States Geological Survey kartierte ihn anhand eigener Vermessungen und Luftaufnahmen der United States Navy aus den Jahren von 1959 bis 1964. Das Advisory Committee on Antarctic Names benannte ihn 1970 nach Charles M. Heuser, Labortechniker auf der McMurdo-Station zwischen 1966 und 1967.